# Evan Dimas
Evan Dimas Darmono, né le 13 mars 1995 à Surabaya, est un footballeur international indonésien qui évolue au poste de milieu central à l'Arema FC.

## Biographie

### En club
Le 2 décembre 2017, Evan signe un contrat d'un an avec le Selangor pour un transfert gratuit, aux côtés de son compatriote indonésien Ilham Armaiyn.
Le 4 février 2018, il fait ses débuts en équipe première lors du match du championnat de Malaisie 2018 contre le Kuala Lumpur et gagne.
Le 26 décembre 2018, Evan signe un contrat d'un an avec Barito Putera. Evan fait sa première apparition du championnat d'Indonésie le 20 mai 2019, devenant titulaire lors d'un match nul 1–1 avec Persija Jakarta.
Après des semaines de spéculation sur l'équipe qui l'intéresserait, Evan signe pour l'un des clubs les plus riches d'Indonésie, Persija Jakarta, pour jouer dans le championnat d'Indonésie 2020.
Le 5 avril 2022, Evan signe un contrat pour le Arema.

## Palmarès

### En club
Bhayangkara FC : 
- Championnat d'Indonésie
  - Vainqueur : 2017